# 羊駝屬
羊駝屬（Lama）是哺乳綱偶蹄目駱駝科動物。主要棲息地為南美洲的高地，被當成家畜利用。

## 種
羊駝屬底下有二個種：
- 原駝（Lama guanicoe）
- 大羊駝（Lama glama）

## 羊駝更改分類
以前羊駝（Vicugna pacos，當時學名為Lama pacos）被歸類在羊駝屬（Lama）。
根據2001年發表的基因研究，羊駝血緣上實際是和小羊駝（Vicugna vicugna）比較接近的，因此羊駝被改分類到小羊駝屬（Vicugna）。